# Mustin
Mustin es un municipio situado en el distrito de Ludwigslust-Parchim, en el estado federado de Mecklemburgo-Pomerania Occidental (Alemania), a una altura de 45 metros. Su población a finales de 2016 era de 384 habs. y su densidad poblacional, 15 hab/km².
Se encuentra ubicado junto al borde del distrito de Rostock.